# Canarium luzonicum
Elemi (Canarium luzonicum) es un árbol nativo de las islas Filipinas y fuente de la producción de resinas apreciadas. 

Elemicin tomado de Canarium luzonicum.

## Usos
La resina Elemi es una sustancia amarilla pálida de consistencia parecida a la miel. Aceites aromáticos son destilados de sus resinas. Su fragante olor recuerda al fenol. Uno de sus componentes se llama amyrin.
Elemi es usado principalmente en barnices y lacas comerciales, y ciertas tintas de impresión.
Elemi también es usado como medicina herbal para tratar la bronquitis, catarro, toses, estrés, y heridas.

## Historia
La palabra  elemi ha sido designada para denominar diferentes resinas. En el siglo XVII-XVIII el término se empleaba para designar las resinas de los árboles del género Icica en Brasil y, previamente, para la resina derivada de Boswellia frereana.  La palabra, como el viejo término  animi, parece que se deriva de  enhaemon (εναιμον): el nombre de un medicinal astringente que, según Plinio, contenía lágrimas exudadas del árbol de las olivas de Arabia.

## Taxonomía
Canarium luzonicum fue descrita por (Blume) A.Gray y publicado en United States Exploring Expedition 1: 374. 1854.
Sinonimia
- Canarium album Blanco
- Canarium carapifolium G.Perkins
- Canarium oliganthum Merr.
- Canarium polyanthum G.Perkins
- Canarium triandrum Engl.
- Pimela luzonica Blume[4]